# Clockstoppers
Clockstoppers američka je SF komedija iz 2002. godine, redatelja Jonathana Frakesa. Glavne uloge tumače Jesse Bradford, Paula Garcés, Michael Biehn i French Stewart.

## Radnja
Korporacija Quantum Tech, koju je osnovala NSA, radi na izumu zvanom Hypertime (Hipervrijeme), koja omogućava ubrzavanje korisnikovih molekula do tolike brzine gdje se čini kao da svijet miruje. NSA naposljetku odustaje od razvoja tehnologije. No, šef korporacije Quantum Tech, Henry Gates (Michael Biehn) ne želi samo tako odustati od razvoja Hypertimea i drži zatočenog glavnog znanstvenika koji mora u tajnosti dovršiti projekt. No, tinejdžeri Zach Gibbs (Jesse Bradford) i Francesca (Paula Garcés) slučajno se domognu prototipa uređaja, te kreću u misiju spašavanja zatočenog znanstvenika.

## Uloge
- Jesse Bradford - Zach Gibbs
- Paula Garcés - Francesca
- French Stewart - Earl Dopler
- Michael Biehn - Henry Gates
- Garikayi Mutambirwa - Meeker
- Robin Thomas - Dr. Gibbs
- Julia Sweeney - Jenny Gibbs
- Lindze Letherman - Kelly Gibbs
- Ken Jenkins - Agent Moore

## Vanjske poveznice
- Clockstoppers u internetskoj bazi filmova IMDb-a